# جان پنجم، کنت آرمانیاک
جان پنجم، کنت آرمانیاک (انگلیسی: John V, Count of Armagnac؛ ۱۴۲۰ – ۶ مارس ۱۴۷۳) اهل فرانسه و آخرین کنت آرمانیاک بود.